# Wereldbeker schaatsen 2015/2016 - Ploegenachtervolging vrouwen
De ploegenachtervolging voor vrouwen voor de wereldbeker schaatsen 2015/2016 stond vier keer op het programma. De eerste was op 14 november 2015 in Calgary en de laatste was in Heerenveen op 12 maart 2016.
Titelverdediger was Nederland dat in 2014/2015 alle drie de wedstrijden won. De Nederlandse dames wonnen de eerste wedstrijd, maar verloren vervolgens drie keer van Japan dat met drie zeges ook het eindklassement won.

## Podia
| Wedstrijd:     | Goud:                                                      | Tijd    | Zilver:                                                    | Tijd    | Brons:                                                     | Tijd    |
| Calgary        | Nederland Marije Joling Antoinette de Jong Marrit Leenstra | 2.56,11 | Japan Ayaka Kikuchi Misaki Oshigiri Miho Takagi            | 2.56,46 | Rusland Olga Graf Jelizaveta Kazelina Natalja Voronina     | 2.56,98 |
| Inzell         | Japan Misaki Oshigiri Miho Takagi Nana Takagi              | 2.59,08 | Nederland Marije Joling Antoinette de Jong Marrit Leenstra | 2.59,69 | Rusland Olga Graf Jelizaveta Kazelina Natalja Voronina     | 3.00,36 |
| Heerenveen (1) | Japan Ayaka Kikuchi Miho Takagi Nana Takagi                | 2.59,58 | Nederland Marrit Leenstra Irene Schouten Linda de Vries    | 3.01,26 | Polen Natalia Czerwonka Katarzyna Woźniak Luiza Złotkowska | 3.01,51 |
| Heerenveen (2) | Japan Misaki Oshigiri Miho Takagi Nana Takagi              | 2.58,06 | Nederland Antoinette de Jong Marrit Leenstra Ireen Wüst    | 2.58,21 | Polen Natalia Czerwonka Katarzyna Woźniak Luiza Złotkowska | 3.02,34 |

## Eindstand
| #      | Land             | Schaatssters                                              | CAL | INZ | HEE1 | HEE2 | Totaal |
| ------ | ---------------- | --------------------------------------------------------- | --- | --- | ---- | ---- | ------ |
| Goud   | Japan            | Kikuchi, Oshigiri, M. Takagi, N. Takagi                   | 80  | 100 | 100  | 150  | 430    |
| Zilver | Nederland        | Joling, A. de Jong, Leenstra, Schouten, L. de Vries, Wüst | 100 | 80  | 80   | 120  | 380    |
| Brons  | Rusland          | Graf, Kazelina, Sjichova, Voronina                        | 70  | 70  | 60   | 90   | 290    |
| 4      | Polen            | Czerwonka, Woźniak, Złotkowska                            | 35  | 60  | 70   | 104  | 269    |
| 5      | Canada           | Blondin, Spence, Weidemann                                | 60  | 45  | 50   |      | 155    |
| 6      | Duitsland        | Dufter, Hirschbichler, Kraus, Pechstein                   | 45  | 50  | 45   |      | 140    |
| 7      | China            | Hao, Liu, Zhao                                            | 40  | 35  | 40   |      | 115    |
| 8      | Zuid-Korea       | Kim B.-r., Noh, Park D.-y., Park J.-w.                    | 50  | 40  |      |      | 90     |
| 9      | Tsjechië         | Drimalova, Kerschbaummayr, Sáblíková, Zdráhalová          | 30  |     | 35   |      | 65     |
| 10     | Verenigde Staten | Bartlett, Gunther, Schwartzburg                           | 25  |     |      |      | 25     |

2004/2005 · 
2005/2006 · 
2006/2007 · 
2007/2008 · 
2008/2009 · 
2009/2010 · 
2010/2011 · 
2011/2012 · 
2012/2013 · 
2013/2014 · 
2014/2015 · 
2015/2016 · 
2016/2017 · 
2017/2018 · 
2018/2019 · 
2019/2020 · 
2020/2021 · 
2021/2022 · 
2022/2023 · 
2023/2024 · 
2024/2025